# لوفناو
لوفناو (به آلمانی: Loffenau) یک شهر در آلمان است که در بادن-وورتمبرگ واقع شده‌است. لوفناو ۲٬۶۷۴ نفر جمعیت دارد.